# Liste der Monuments historiques in Vix (Côte-d’Or)
Die Liste der Monuments historiques in Vix führt die Monuments historiques in der französischen Gemeinde Vix auf.

## Liste der Immobilien
| Bezeichnung                   | Beschreibung                                                                                      | Standort                                       | Kennzeichnung | Schutzstatus | Datum | Bild           |
| ----------------------------- | ------------------------------------------------------------------------------------------------- | ---------------------------------------------- | ------------- | ------------ | ----- | -------------- |
| Kirche St-Marcel              | ab dem 12. Jahrhundert                                                                            | westlich des Ortes auf dem Mont Lassois (Lage) | PA00112741    | Classé       | 1914  | weitere Bilder |
| Fürstliche Grabstätte von Vix | hallstattzeitlicher Grabhügel, um 500 v. Chr., 1953 ergraben; mit dem umgebenden Gräberfeld       | südlich des Ortes (Lage)                       | PA21000043    | Classé       | 2015  | weitere Bilder |
| Pont des Romains              | Brücke über die Seine, zwischen 1692 und 1700 erbaut; auch zu Étrochey und Montliot-et-Courcelles | südwestlich des Ortes (Lage)                   | PA21000107    | Inscrit      | 2021  |                |

## Liste der Objekte
| Bezeichnung                                        | Beschreibung                                                            | Standort                       | Kennzeichnung | Schutzstatus | Datum | Bild |
| -------------------------------------------------- | ----------------------------------------------------------------------- | ------------------------------ | ------------- | ------------ | ----- | ---- |
| Wandgemälde Heiliger Bernhard und Madonna mit Kind | aus dem 16. Jahrhundert                                                 | in der Kirche St-Marcel (Lage) | PM21002747    | Classé       | 1965  |      |
| Skulptur Madonna mit Kind                          | Holz, 14. Jahrhundert                                                   | in der Kirche St-Marcel (Lage) | PM21002567    | Classé       | 1913  |      |
| Prozessionskreuz                                   | Silber, Bronze, versilbert, Kupfer, um 1595, Goldschmied Esme Cinqfonds | in der Kirche St-Marcel (Lage) | PM21002568    | Classé       | 1913  |      |
| Skulptur eines Bischofs                            | Holz, farbig gefasst, 18. Jahrhundert                                   | in der Kirche St-Marcel (Lage) | PM21002569    | Classé       | 1962  |      |
| Zwei Kirchenfenster                                | Buntglas, 16. Jahrhundert, 1931 ergänzt                                 | in der Kirche St-Marcel (Lage) | PM21002740    | Classé       | 1914  |      |